# Fanteria motorizzata

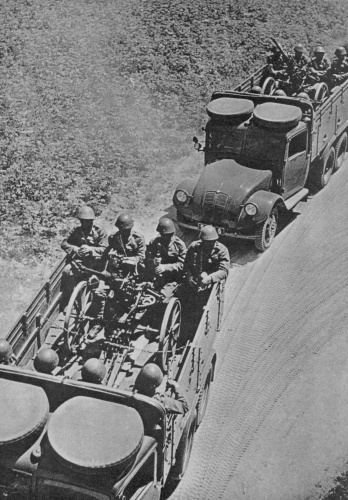
Fanteria motorizzata cecoslovacca, 1937 circa

La fanteria motorizzata è quella parte della fanteria le cui forze possono essere autotrasportate. Si tratta perciò di formazioni di fanteria mobile trasportate su veicoli stradali (camion, moto, ma anche veicoli speciali, ad esempio il VTLM), uno dei cui possibili impieghi è seguire i rapidi spostamenti delle forze corazzate. 
Accompagnava per questo con maggiore efficacia l'avanzata delle truppe corazzate, molto spesso completando l'aggiramento delle linee nemiche sfruttando la sua velocità (Blitzkrieg). Inoltre questo esaltava sia la forza dei carri sia la forza della fanteria, che si sostenevano a vicenda coprendo le loro reciproche debolezze (es: i carri armati difendevano la fanteria dai carri armati nemici mentre la fanteria interveniva in quelle situazioni tattiche dove per un carro intervenire era troppo rischioso, per esempio nell'occupare una cittadina). I maestri dell'uso di questa forza combinata di carri e fanteria meccanizzata/motorizzata durante la Seconda guerra mondiale furono i tedeschi, che integrarono fanteria e carri a livello di reggimento e di ciò si avvantaggiarono sui nemici nella campagna di Francia, poiché questi ultimi utilizzavano carri e fanteria separatamente (nel caso degli inglesi) o addirittura combinando carri e fanteria appiedata (nel caso francese), sacrificando così il vantaggio strategico dato dalla mobilità dei carri.
In genere queste forze sono dotate di cannoni controcarro per il combattimento contro formazioni corazzate, mortai e artiglieria, nello stesso modo della fanteria appiedata. Si distinguono dalla fanteria meccanizzata perché questa è dotata di veicoli cingolati e/o pesanti per il trasporto truppe.
Durante la seconda guerra mondiale un esempio di questi raggruppamenti tattici erano i bersaglieri italiani al seguito delle divisioni corazzate Centauro, Ariete e Littorio che combatterono nel teatro dell'Africa del nord, o quelli inquadrati nelle divisioni motorizzate "Trieste" e "Trento".
Le truppe autotrasportate o fanteria motorizzata sono distinte dalle truppe autotrasportabili, espressione usata dal Regio Esercito italiano nella seconda guerra mondiale per distinguere le unità suscettibili di trasporto su gomma (allora non diffuso o disponibile come oggi). Un esempio di queste truppe, d'alto valore ma di scarsa mobilità, lo possiamo riscontrare in Russia a seguito delle truppe tedesche autotrasportate.
Oggi è stata quasi completamente sostituita dalla fanteria meccanizzata, armata di APC o di IFV. Rimane solo in paesi poveri e/o con eserciti di grandi dimensioni, come quello russo o indiano, che trovano conveniente mantenere delle truppe di 2° linea motorizzate per il loro basso costo. 